# 74 إستعادة لنضال (فلم)
74 (استعادة لنضال) هو فيلم درامي-وثائقي لبناني، من إخراج وتأليف رائد رافعي ورانية رافعي. الفيلم من بطولة نسيم عربي ويسري الشامي وريتا هدرج ومعروف مولود وساندرا نجيم ونزار سليمان وأسعد ذبيان. صدر الفيلم في 8 يوليو 2012 في فرنسا. كما تعاون مخرجا الفيلم مع عدد من الناشطين السياسيين من أجل إعادة تمثيل مشاهد احتلال الجامعة الأمريكية ضمن سياق الفيلم.

## ملخص القصة
يعود الفلم بالزمن إلى عام 1974 ، وعلى وجه الخصوص بين شهري (مارس) ، و(أبريل) من هذا العام، حينما كانت (لبنان) تمر بفترة عصيبة على كافة الأصعدة الثقافية والسياسية، وتم خلال هذه الفترة واقعة فريدة من نوعها، تتمثل في احتلال مباني الجامعة الأمريكية في (بيروت) من قبل مجموعة من طلبة الجامعة، احتجاجًا على رفع تكاليف التسجيل والدراسة في الجامعة .

## طاقم العمل
- نسيم عربي (يوسف)
- يسري الشامي (إياد)
- ريتا هدرج (ريما)
- معروف مولود (حنظلة)
- ساندرا نجيم (عليا)
- نزار سليمان (فواز)
- أسعد ذبيان (غسان)

## روابط خارجية
- مقالات تستعمل روابط فنية بلا صلة مع ويكي بيانات